# Alfonso Sicurani
Alfonso Sicurani (Pontedera, 21 settembre 1935) è un ex calciatore italiano, di ruolo centrocampista.

## Carriera
Con la maglia del Pisa ottiene una doppia promozione dai tornei regionali toscani alla Serie C.
Nel 1960 passa all'Alessandria, con cui debutta in Serie B disputando 18 gare.
Nel 1961 si trasferisce alla Lucchese dove prende parte ad altri due campionati di seconda divisione, per un totale di 54 presenze e 7 reti, prima della retrocessione dei nerazzurri in Serie C nel 1963, rimanendo per un'altra stagione.
Nel 1964-1965 disputa un altro campionato di terza serie con il Grosseto.